# Ернфрід Мальмгрен
Ернфрід Карт Мальмгрен (швед. Ernfrid Cart Malmgren; 3 листопада 1899 — 28 березня 1970) — шведський есперантист, діяч міжнародного есперанто-руху.

## Біографія
За освітою вчитель, з кінця 1920-тих років був активним діячем есперанто-руху. Організував численні курси навчання есперанто у Стокгольмі як для шведів, так і для іноземців. З 1928 по 1931 роки, в тому числі й за фінансової підтримки уряду, проводив курси для викладачів есперанто.
У період з 1929 по 1931 рік Мальмгрен, спільно з лідером естонських есперантистів Генріком Сеппіком організовував туристичні поїздки зі Швеції до Естонії, в яких взяла участь велика кількість есперантистів.
У 1929—1931 роках Мальмгрен також був секретарем Шведської федерації викладачів есперанто, керівником туристичної есперанто-асоціації, керував Шведським інститутом есперанто з 1930 року, а з 1931 року був секретарем Шведської есперанто-федерації.
Починаючи з 1934 року, Мальмгрен — генеральний секретар Світового конгресу есперантистів у Стокгольмі; на цьому зібранні він був обраний віце-президентом і членом правління Всесвітньої асоціації есперанто. Займаючи дану посаду, Ернфрід Мальмгрен займався інформаційною роботою, а також у власному будинку в Стокгольмі створив центр з метою поширення есперанто, який розсилав інформаційні бюлетені про стан міжнародного есперанто-руху, причому під час Другої світової війни ці бюлетені розсилалися навіть в окуповані країни.
Після злиття Міжнародної есперанто-ліги і «Женевської UEA», в 1947 році Е. Мальмгрен став президентом оновленої UEA. У 1955 році був переобраний президентом UEA, але через проблеми зі здоров'ям пішов у відставку в 1956 році. У 1962 році був удостоєний звання почесного президента UEA.

## Публікації
- Esperanto kaj gxia instruado en lernejoj (laux materialo de Somera Pedagogia Semajno en Kranjska gora de 26a julio gxis 1a auxgusto 1957, red. Peter Zlatnar, antauparolo de E. Malmgren]. — Jugoslavia Esperanto-Federacio, 1959. — 200 p.)
- La nuna stato de la instruado de la internacia lingvo en la lernejoj (Ivo Lapenna kunlabore kun E. Malmgren, D. Kennedy, 1963)
- Allas andra spraak Esperanto (1957)
- Amikaro adiauxas amatan Stellan Engholm
- La Esperanto-klubo: kial fondi gxin, kiel fondi gxin, kiaj estu la programoj (1933)
- Per kio ni amuzu nin? Societ- kaj dancludoj (de Jakob Rosenberg; Ernfrid Malmgren. — 1934
- Systematický kurs mezinárodního jazyka Esperanto (Henrik Seppik; Ernfrid Malmgren — en la cxehxan trad. Ladislav Krajc. 1938)
- Systematisk kurs i Esperanto (Henrik Seppik; Ernfrid Malmgren. — 1932)
- Esperanto keele süstemaatiline kursus (Henrik Seppik; Ernfrid Malmgren. — 1936)
- Sveda kantareto (1931)